# Lagrein

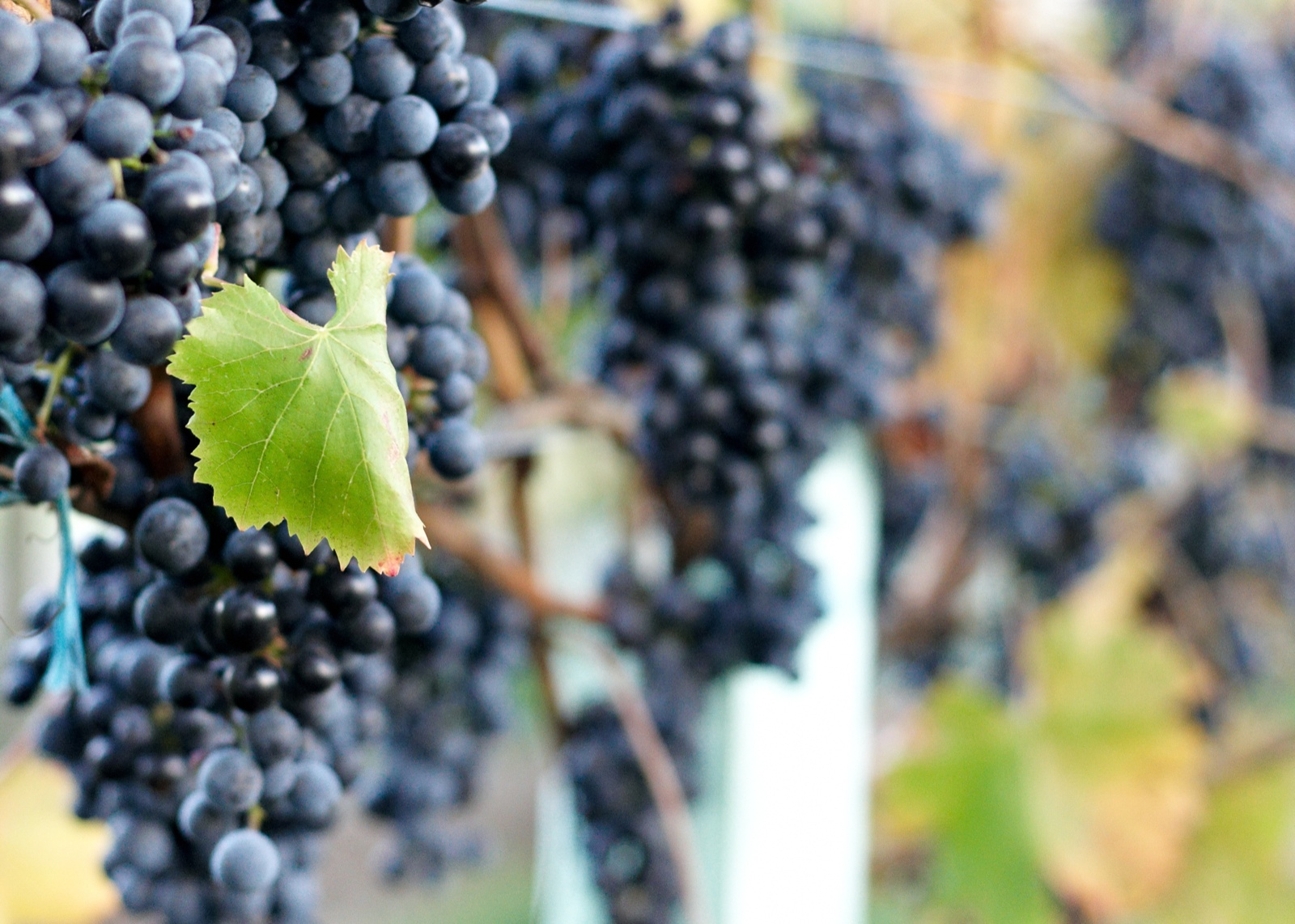
Racimos de lagrein en Australia.

La lagrein es una uva de vino tinto nativa de los valles del Südtirol, al norte de Italia. Es una descendiente de la teroldego, junto con la marzemino, y está emparentada con la syrah, la pinot noir y la dureza.
El nombre sugiere que es originaria del valle Lagarina de Trentino. Fue mencionada ya en el siglo XVII, en registros de la abadía de Muri, cerca de Bolzano.

## Regiones vinícolas
Los cultivos de lagrein en el Sübtirol normalmente ofrecen vinos tintos muy taínicos como el Lagrein Scuro o el Lagrein Dunkel, o los olorosos rosados Lagrein Rosato o Lagrein Kretzer. En los últimos años, las técnicas de vinifiación han cambiado, acortándose los periodos de maceración y usándose roble para suavizar los sabores.
En Australia está limitada a 40 productores, muchos de ellos de las partes más frías de los estados del sureste. La lagrein fue introducida en Australia por Peter May, del campus de Burnley de la Universidad de Melbourne, que descubrió un par en la "librería de vides" de la Commonwealth Scientific and Industrial Research Organisation de Merbein, en el noreste de Victoria. Peter May estaba influenciado en parte por las investigaciones de Richard Smith y de Peter Dry. Peter May plantó esta variedad en su viñedo de Kyneton en  1988.
Hay pequeñas cantidades de lagrein en la Costa Central de California, donde se usa para producir un vino varietal y también es mezclada con syrah y con petite sirah, y también hay alguna producción de esta vid en los viñedos del valle Umpqua, que cuenta con 5 hectáreas de esta variedad.

## Vinos
La lagrein produce vinos con una alta acidez y muy taínicos. Eric Asimov apuntó que la lagrein produce: "vinos agradables y sencillos que pueden ser deliciosamente aciruelados, con notas a tierra y correoso, oscuro y con mucho cuerpo pero no pesado, con un perfil de mineralidad pronunciada".